# Charles Reisner
Charles Reisner, o Charles "Chuck Reisner" (Minneapolis, 14 marzo 1887 – La Jolla, 24 settembre 1962), è stato un regista e attore statunitense.
Si firmava talvolta anche come Charles F. Reisner o anche Charles Riesner.

## Filmografia

### Regista
- A Parcel Post Husband (1920)
- A Champion Loser (1920)
- Dog-Gone Clever (1920)
- The Laundry (1920)
- A Blue Ribbon Mutt (1920)
- A Lyin' Tamer (1920)
- Happy Daze (1921)
- Simple and Sweet (1921)
- His Puppy Love (1921)
- Milk and Yeggs (1921)
- Won: One Flivver (1921)
- Stuffed Lions (1921)
- The Greenhorn (1921)
- Sunless Sunday (1921)
- The Misfit Pair (1921)
- The Pencil Pushers (1923)
- Jollywood (1923)
- Cracked Wedding Bells (1923)
- So Long Sultan (1923)
- Il gentiluomo cocchiere (The Man on the Box) (1925)
- Oh What a Nurse! (1926)
- The Better 'Ole (1926)
- The Fortune Hunter (1927)
- What Every Girl Should Know (1927)
- The Missing Link (1927)
- Fools for Luck (1928)
- Io... e il ciclone (Steamboat Bill, Jr.) (1928)
- Brotherly Love (1928)
- Vicini rumorosi (Noisy Neighbors) (1929)
- Slim prende moglie (China Bound) (1929)
- Hollywood che canta (The Hollywood Revue of 1929) (1929)
- Arcobaleno (Chasing Rainbows) (1930)
- La borsa e la vita (Caught Short) (1930)
- Love in the Rough (1930)
- Jackie Cooper's Birthday Party (1931)
- Istituto di bellezza (Reducing) (1931)
- Stepping Out (1931)
- Lo sciopero delle mogli (Politics) (1931)
- Flying High (1931)
- The Christmas Party (1931)
- Divorce in the Family (1932)
- Whistling in the Dark (1933)
- The Chief (1933)
- You Can't Buy Everything (1934)
- The Show-Off (1934)
- La grande festa (Hollywood Party) (1934)
- Student Tour (1934)
- The Winning Ticket (1935)
- It's in the Air (1935)
- Everybody Dance (1936)
- Murder Goes to College (1937)
- Sophie Lang Goes West (1937)
- Mischa il fachiro (Manhattan Merry-Go-Round) (1937)
- La reginetta delle nevi (Winter Carnival) (1939)
- Alex in Wonderland (1940)
- Il bazar delle follie (The Big Store) (1941)
- This Time for Keeps (1942)
- Harrigan's Kid (1943)
- Meet the People (1944)
- Sperduti nell'harem (Lost in a Harem) (1944)
- Bus Pests (1945)
- The Cobra Strikes (1948)
- In This Corner (1948)
- L'ultima cena - Supervisione alla regia (1949)
- The Traveling Saleswoman (1950)

### Attore
- His First False Step (1916)
- His Lying Heart (1916)
- Vita da cani (A Dog's Life) (1918)
- Una giornata di vacanza (A Day's Pleasure) (1919)
- Il monello (The Kid) (1921)
- Simple and Sweet (1921)
- His Puppy Love, regia di Charles Reisner (1921)
- Milk and Yeggs (1921)
- Won: One Flivver (1921)
- Stuffed Lions (1921)
- The Misfit Pair (1921)
- Rob 'Em Good (1923)
- Il pellegrino (The Pilgrim) (1923)
- The Two Twins
- Snowed Under, regia di Hunt Stromberg - cortometraggio (1923)
- Hollywood, regia di James Cruze (1923)
- The Pencil Pushers (1923)
- Jollywood (1923)
- Breaking Into Society, regia di Hunt Stromberg (1923)
- Cracked Wedding Bells (1923)
- So Long Sultan (1923)
- Her Temporary Husband (1923)
- Winning His Way (1924)
- Fight and Win (1924)
- A Self-Made Failure (1924)
- So This Is Paris (1924)
- All's Swell on the Ocean (1924)
- Bring Him In (1924)
- The Title Holder (1924)
- Justice of the Far North (1925)
- Il gentiluomo cocchiere (The Man on the Box), regia di Charles Reisner (1925)

### Sceneggiatore
- Dog-Gone Clever (1920)
- The Laundry (1920)
- A Blue Ribbon Mutt (1920)
- A Lyin' Tamer (1920)
- Happy Daze (1921)
- Simple and Sweet (1921)
- His Puppy Love, regia di Charles Reisner (1921)
- Milk and Yeggs (1921)
- Won: One Flivver (1921)
- Stuffed Lions (1921)
- The Greenhorn, regia di Charles Reisner (1921)
- The Misfit Pair (1921)
- The Pencil Pushers (1923)
- Jollywood (1923)
- Cracked Wedding Bells (1923)
- So Long Sultan (1923)
- The Better 'Ole (1926)
- The Missing Link (1927)
- Arcobaleno (Chasing Rainbows), regia di Charles Reisner (1930)
- Flying High (1931)
- Tombstone: The Town Too Tough to Die (1942)

### Produttore
- Trasportato per ferrovia (Railroaded!) (1947)
- Bury Me Dead (1947)